# Villers-le-Rond
Villers-le-Rond é uma comuna francesa na região administrativa do Grande Leste, no departamento de Meurthe-et-Moselle. Estende-se por uma área de 4.5 km², e possui 111 habitantes, segundo o censo de 2018, com uma densidade de 25 hab/km².